# Layla Rivera
Layla Rivera (Phoenix, Arizona; 24 de septiembre de 1983) es una actriz pornográfica estadounidense.

## Biografía

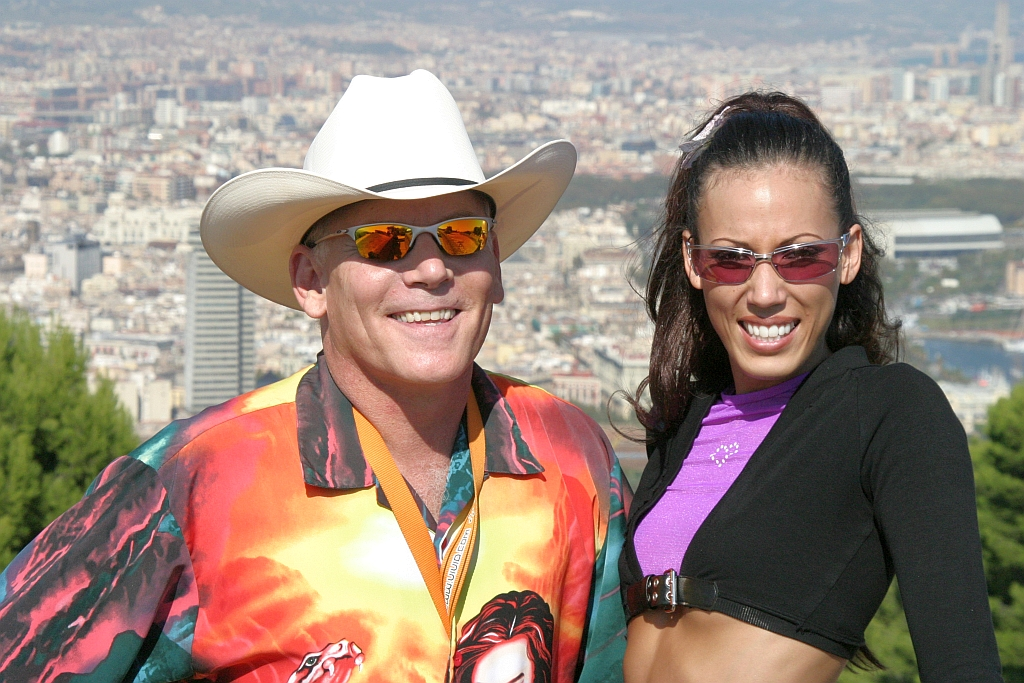
Max Hardcore y Layla Rivera

Debutó en el cine porno en 2002. Ha aparecido en por lo menos 200 películas para adultos, incluyendo muchos vídeos de sexo anal y fetichismo sexual, incluye fisting, bebiendo orina y vomitando.
Desde el comienzo de su carrera ha realizado muchas películas convirtiéndose en una popular actriz de la industria del cine para adultos. Algunas de las películas en las que actúa son: Extreme Schoolgirls 12-15, 17, 18, 20, Planet Max 15, Universal Max 2, 3, 5-10, Max Faktor 9, 15-20 y Pure Max 11, 17, 20 junto a Max Hardcore.
Asimismo protagonizó el video musical On a Wicked Night (2010), de Danzig.
El pintor sueco Karl Backman pintó más retratos de la actriz en 2011 para una exposición en el Museum of Porn in Art.
Rivera estaba en una relación afectiva con el director de cine porno Max Hardcore.

## Premios
- 2009 Premio AVN nominee – Unsung Starlet Of The Year[4]
- 2009 Premio FAME nominee – Dirtiest Girl in Porn[5]
- 2009 FAME Award nominee – Most Underrated Star[5]
- 2010 FAME Award nominee – Dirtiest Girl in Porn[6]